# アルダの言語
アルダの言語（アルダのげんご）は、J・R・R・トールキンが創造した人工言語群。『ホビットの冒険』、 『指輪物語』、『シルマリルの物語』に代表される、アルダと呼ばれる太古の地球を舞台としたトールキンの創作神話には、多くの人工言語が用いられていた。アルダの言語がたどった歴史を追う事で、トールキンは一つの世界を創造していった。物語に登場する事物の名前や特別な意味をもった言葉には、言語学的な考察が加えられていた。これは、他のファンタジー・SF作品には欠けている要素であった。
アルダの言語について述べるならその二つの側面を考慮する必要がある。一つは、我々の世界における歴史、すなわち、文献学者トールキンがいかにして言語を構築していったかである。もうひとつは想像上の歴史、すなわち、アルダ、そして、中つ国のたどった歴史である。

## トールキンによる言語の創造
トールキンは古ゲルマン語派、その中でも古英語を専門とする文献学者であった。また、専門外の領域にも興味を示しており、とりわけフィンランド語には特別な感情を抱いていた。フィンランド語の形態論、とくにその語形変化はクウェンヤ（エルフの言語の一つ）を生み出した。他にはウェールズ語も気にいっていて、その音韻がシンダール語（エルフの言語の一つ）に取り込まれた。多くの単語が現実の言語から借用されていたが、トールキンが仕事を進めるにつれて借用元を特定することは難しくなっていった。トールキンが存命の間にもエルフの名前や言葉の語源を探す試みがあったが、その多くは信憑性に乏しいものであった。
トールキンにとって言語の創造は生涯続いた趣味であった。13歳になったばかりのころにNevboshという最初の言語を造り上げ、亡くなる時まで言語を造り続けていた。また、言語はそれを話す人々の歴史なしでは不完全であるとトールキンは確信していたために、言語の創造は神話の創造と深いつながりがあった。トールキンは、英語を話す人々にとって架空の歴史を英語だけで想像しても、それは現実感のあるものとは言えないと考えた。それゆえにトールキンは、自らの作品に対して著者というよりは翻訳者、編集者としての姿勢をとった。

## 諸言語
エルフ語のクウェンヤとシンダール語は、トールキンが創造した言語の中でもっとも有名かつ完成した言語であるが、決して孤立言語ではなかった。これらはエルフ語の方言からなる語族に属していて、全てのエルダール（エルフ）で共有されていた共通エルダール語に起源を求めることができた。エルダール語族、アヴァリ（また別のエルフの一種）語族には共通の祖語である原始クウェンディ語があった。さらに人間にも複数の語族があった。そのなかで広く知られたものが、ヌーメノール（人間の王国の一つ）で話されていたアドゥーナイクに起源をもつ西方語、すなわち『指輪物語』の登場人物が話していた「共通語」である。ほとんどの人間の言語には、エルフの言語やドワーフの言語の影響を見出すことができた。いくつかの孤立言語は未完成だがよく出来ていた。例えば、ドワーフのクズドゥルがそうである。他にはヴァラール（神々）の話したヴァラール語、冥王サウロンが下僕の為に造り上げた黒の言葉といった言語があった。 

## 関連文献
- J・R・R・トールキン 著、瀬田貞二・田中明子 訳『指輪物語』 10 追補編（新版）、評論社、2003年12月（原著1955年）。ISBN 4-566-02373-7。
アルダの言語の想像上の歴史の概略がE,Fに解説されている。旧版には収録されていない。
原書では最終巻末に収録されている。